# Наваринское сражение
Навари́нское морское сражение 1827 года — крупное морское сражение между соединённой эскадрой России, Англии и Франции, с одной стороны, и турецко-египетским флотом — с другой. Произошло 8 (20) октября 1827 года в Наваринской бухте Ионического моря на юго-западном побережье полуострова Пелопоннес.
Сражение следует рассматривать как один из эпизодов Греческой национально-освободительной революции 1821—1829 годов. Разгром турецкого флота в Наваринском сражении значительно ослабил морские силы Турции, что послужило значимым вкладом в победу России в дальнейшей Русско-турецкой войне 1828—1829 годов. Наваринское сражение обеспечило поддержку греческого национально-освободительного движения, результатом которого по Адрианопольскому мирному договору 1829 года стала автономия Греции.

## Предпосылки
В 1827 году между Россией, Англией и Францией была подписана Лондонская конвенция 1827 года, согласно которой Греции предоставлялась полная автономия. Османская империя отказалась признавать конвенцию.
В том же 1827 году, соединённая эскадра России, Великобритании и Франции (всего 1276 орудий) под командованием старшего в чине английского вице-адмирала Эдварда Кодрингтона подошла к Наваринской бухте, где находился турецко-египетский флот (всего до 2200 орудий) под командованием Мухаррем-бея. Главнокомандующим турецко-египетскими войсками и флотом был Ибрагим-паша.
Турецко-египетский флот находился под защитой береговых батарей (165 орудий) и 6 брандеров. Он уступал союзному по количеству линейных кораблей: 3 против 10, но значительно превосходил его по числу фрегатов, корветов и бригов.
Союзники уступали также туркам и египтянам в артиллерии, но превосходили в боевой выучке личного состава. Кодрингтон рассчитывал путём демонстрации силы (без применения оружия) заставить противника принять требования союзников. С этой целью он направил эскадру в Наваринскую бухту.

## Состав эскадр

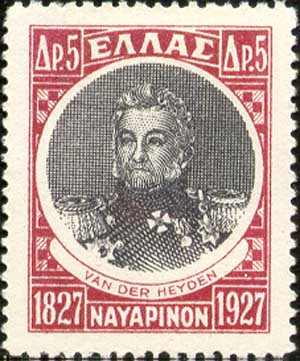
Марка, выпущенная в Греции к столетию Наваринского сражения. Граф Л. П. Гейден

### Корабли флота Российской империи
Командующий — контр-адмирал граф Логин Петрович Гейден
Линейные корабли:
- «Азов» (флагман) (командир — капитан 1-го ранга Лазарев, Михаил Петрович)
- «Гангут» (командир — капитан 2-го ранга А. П. Авинов)
- «Иезекииль» (командир — капитан 2-го ранга И. И. Свинкин)
- «Александр Невский» (командир — капитан 2-го ранга Л. Ф. Богданович)

Фрегаты:
- «Проворный» (командир — капитан-лейтенант И. П. Епанчин)
- «Константин» (командир — капитан 2-го ранга С. П. Хрущов)
- «Елена» (командир — капитан-лейтенант Н. П. Епанчин)
- «Кастор» (командир — капитан-лейтенант И. С. Сытин)

Корвет «Гремящий» (командир — капитан-лейтенант А. Н. Колюбакин)

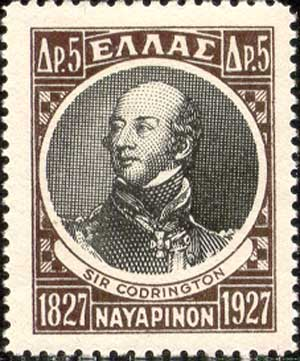
Марка, выпущенная в Греции к столетию Наваринского сражения. Сэр Эдвард Кодрингтон

### Корабли флота Великобритании
Командующий флотом — вице-адмирал сэр Эдвард Кодрингтон
Линейные корабли:
- HMS Asia (флагман флота, капитан Эдуард Карсон)
- HMS Genoa (капитан В. Батерст)
- HMS Albion (капитан Дж. Оммани)

Фрегаты:
- HMS Glasgow (капитан Эшли Мод)
- HMS Cambrian (капитан В. Гамильтон)
- HMS Dartmouth (капитан Феллоу)
- HMS Talbot (капитан Фредерик Спенсер)

Бриги:
- HMS Mosquito
- HMS Philomel (коммандер виконт Ингестре)

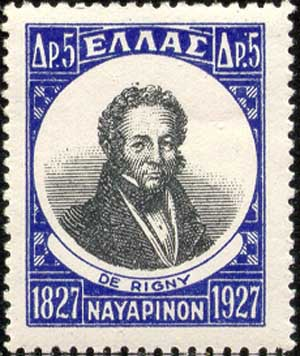
Марка, выпущенная в Греции к столетию Наваринского сражения. Адмирал де Риньи

Корветы:
- HMS Brisk
- HMS Hind

Тендер:
- HMS Rose

### Корабли флота Франции
Командующий — контр-адмирал Анри де Риньи
Линейные корабли:
- Breslaw
- Scipion
- Trident

Фрегаты:
- Sirène (флагман)
- Armide

Корветы:
- Alcyone
- Daphné

### Корабли объединённого флота Османской империи, Египта и Туниса

Командующий турецко-египетским флотом Ибрагим-паша

- Эскадра капитана Бея (Александрия): 2 линейных корабля, 5 фрегатов, 12 корветов
- Эскадра Мухаррем-бея (Александрия): 4 фрегата, 11 корветов, 21 бриг, 5 шхун, и 5 (или 6?) брандеров
- Тунисская эскадра (Александрия): 2 фрегата, 1 бриг
- Эскадра Тагир-паши (Константинополь): 1 линейный корабль, 6 фрегатов, 7 корветов, 6 бригов

## Сражение
В 14:00 соединённый флот приблизился ко входу в Наваринскую гавань двумя колоннами. Одна из них состояла из английских и французских кораблей, а другая — из российской эскадры. После того, как колонна союзников миновала крепостные батареи и встала на якорь, российская колонна во главе с флагманским кораблём «Азов» подошла ко входу в гавань.

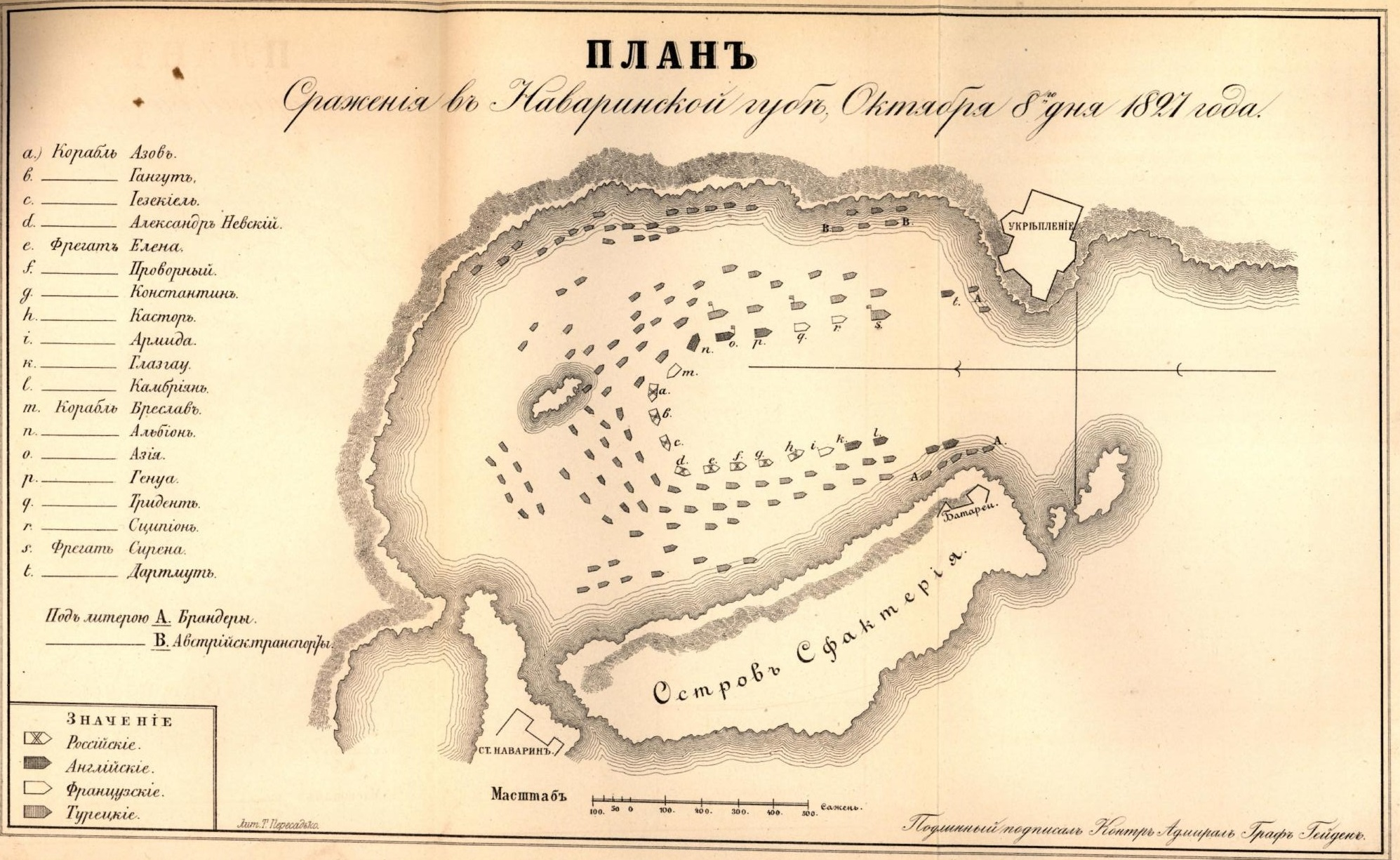
Схема Наваринского сражения

В это время на одном из турецких брандеров произошла сильная ружейная пальба, в результате которой был убит английский лейтенант Фиц-Рой, посланный в качестве парламентёра. В его задачу входило заставить командира брандера отойти дальше от союзных кораблей. Через некоторое время с одного из египетских корветов раздался первый выстрел в сторону французского фрегата.
Сражение началось после того, как турки убили второго парламентёра, посланного на флагманский корабль Мухаррем-бея.

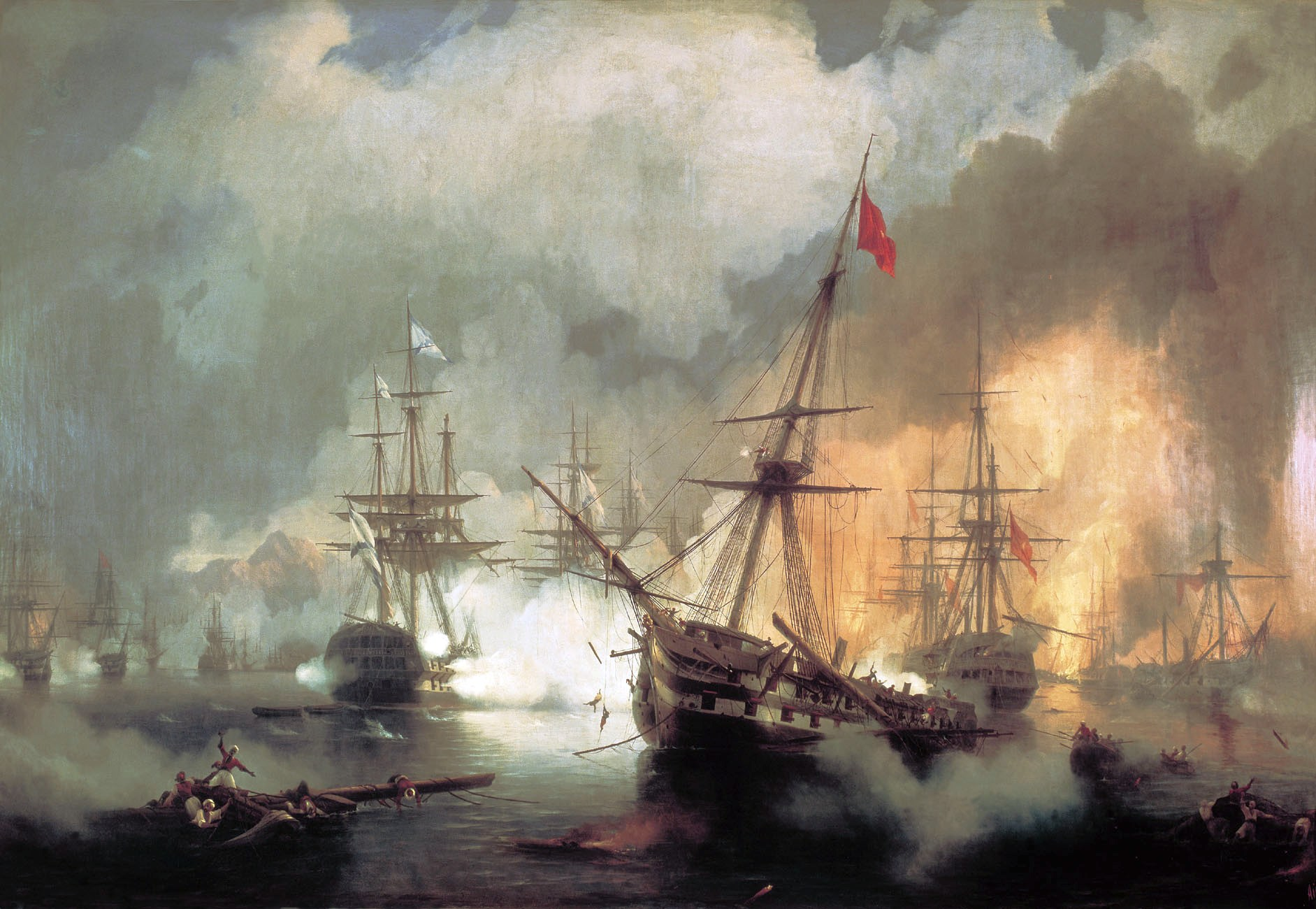
Иван Айвазовский «Наваринский бой»

Оно продолжалось около 4 часов и закончилось уничтожением турецко-египетского флота. Наиболее решительно и искусно действовала русская эскадра под командованием контр-адмирала Логина Петровича Гейдена, разгромившая весь центр и правый фланг неприятельского флота. Она приняла на себя главный удар противника и уничтожила большую часть его кораблей.
Потери турецко-египетского флота составили более 60 кораблей и несколько тысяч человек убитыми и ранеными. Союзники не потеряли ни одного корабля. Их потери: на английской эскадре 79 убитых и 284 раненых, на российской эскадре 59 убитых и 139 раненых, на французской эскадре 43 убитых и 141 раненый.
После сражения союзнический флот оставался в Наваринской бухте до 26 октября.
В сражении отличился флагманский корабль русской эскадры «Азов» под командованием капитана 1 ранга Михаила Петровича Лазарева. Флагман уничтожил 5 турецких кораблей, в том числе фрегат командующего турецким флотом. Корабль получил 153 попадания, из них 7 ниже ватерлинии. В бою погибли 24 нижних чина, ранены 6 офицеров и 61 нижний чин. Корабль был полностью отремонтирован и восстановлен только к марту 1828 года. На «Азове» во время битвы проявили себя будущие российские флотоводцы, герои Синопа и Севастопольской обороны 1854—1855 годов:
- лейтенант Павел Степанович Нахимов
- мичман Владимир Алексеевич Корнилов
- мичман Путятин Евфимий Васильевич
- гардемарин Владимир Иванович Истомин

За боевые подвиги в сражении линейному кораблю «Азов» впервые в русском флоте был присвоен кормовой Георгиевский флаг.

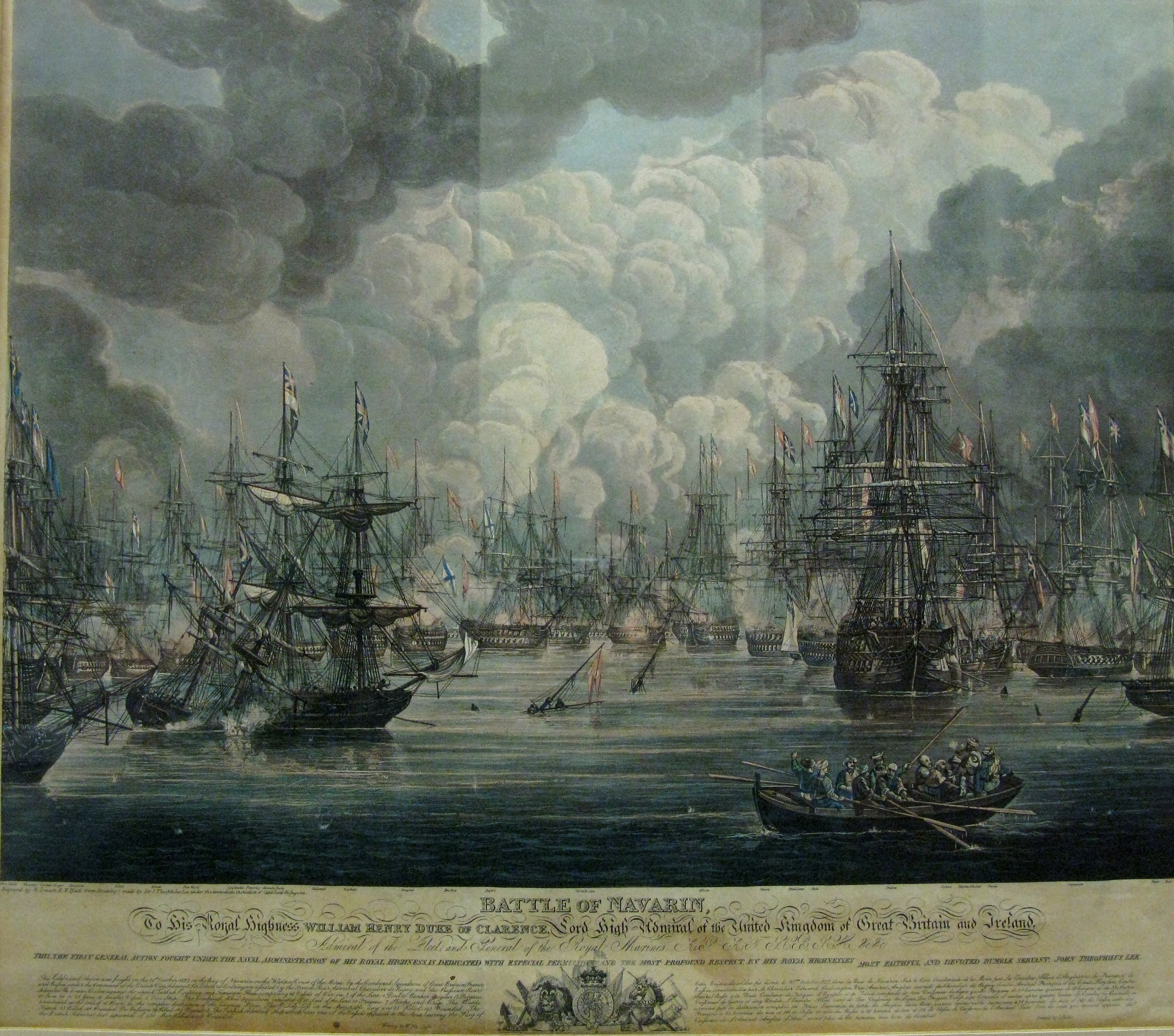
Наваринское сражение, Национальный исторический музей, Афины, Греция.
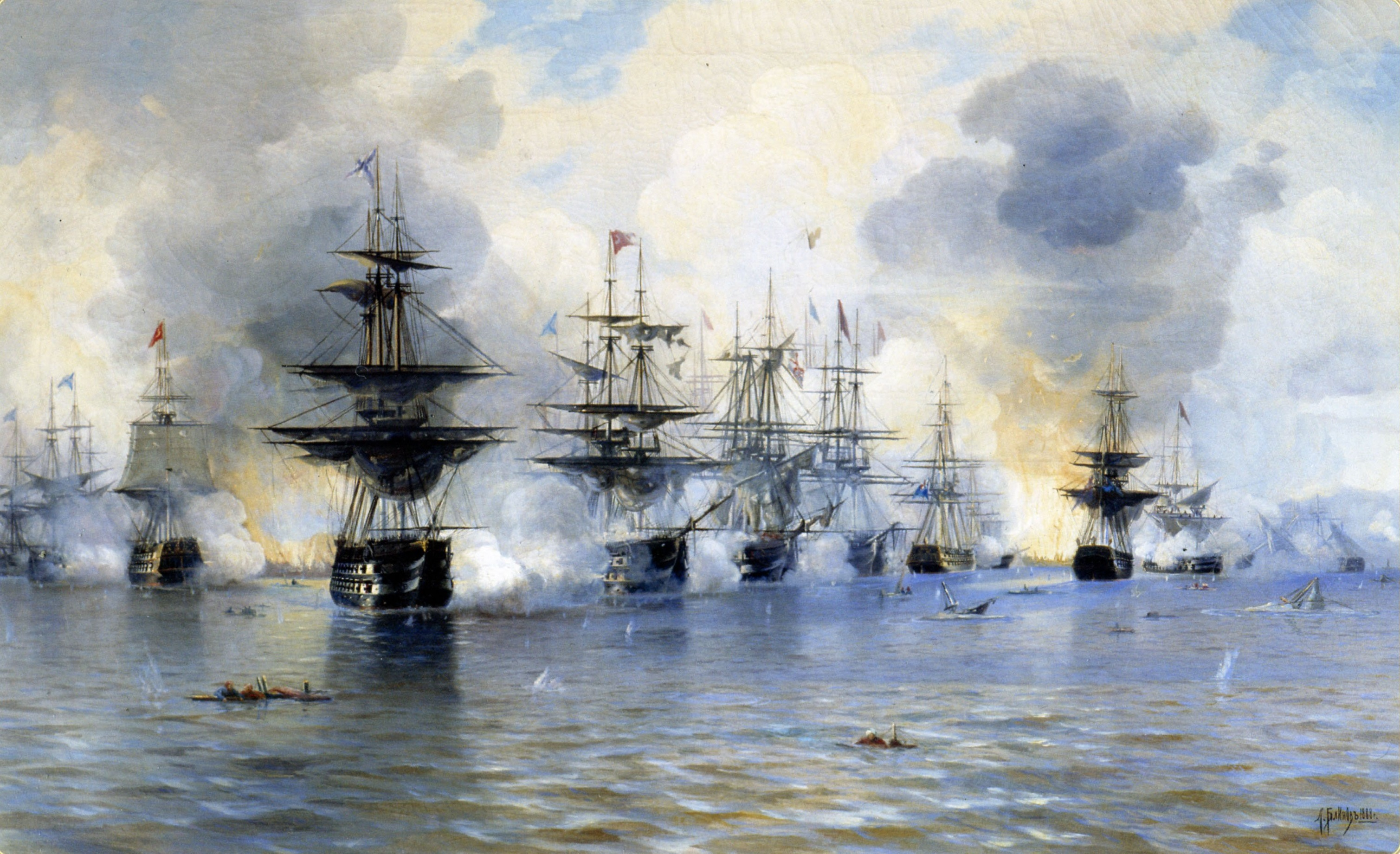
Леонид Блинов. Наваринское сражение
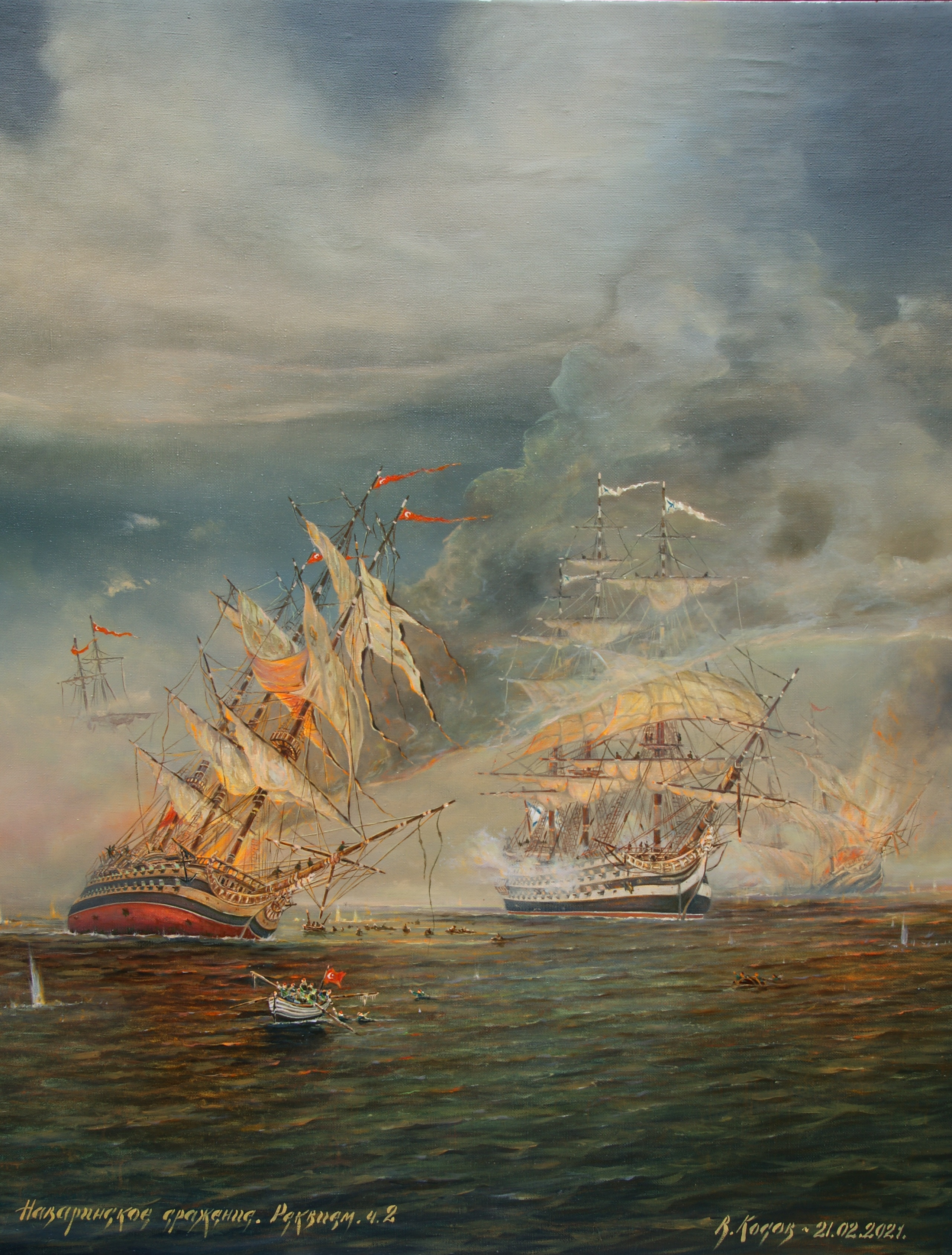
Владимир Косов. Наваринское сражение

## Итоги сражения
Разгром турецкого флота в Наваринском сражении значительно ослабил морские силы Турции, что послужило значимым вкладом в победу России в дальнейшей русско-турецкой войне 1828—1829 года. Наваринское сражение обеспечило поддержку греческого национально-освободительного движения, результатом которого по Адрианопольскому мирному договору 1829 года стала автономия Греции.

## Память

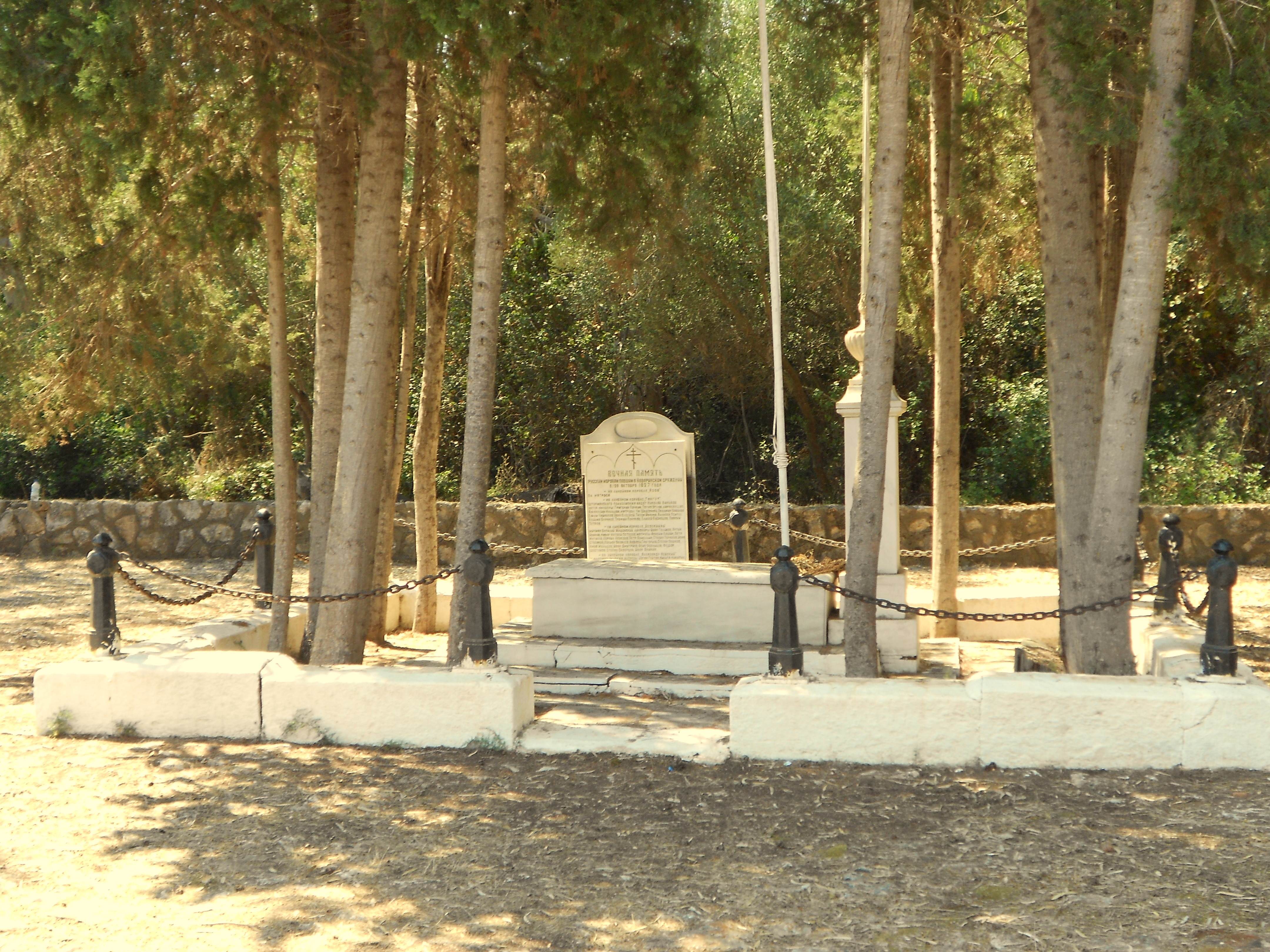
Памятник на острове Сфактерия

- В городах Николаеве и Севастополе есть улица Наваринская.
- В Наваринской бухте, в Греции, стоят монументы погибшим солдатам России, Франции и Британии. Имена командующих союзными эскадрами увековечены на монументе, установленном на площади Трёх адмиралов в городе Пилосе.
- Сельский посёлок (изначально казачий редут) в Агаповском районе Челябинской области носит имя Наваринка.
- В Ораниенбауме (ныне Ломоносов, Санкт-Петербург) в бывшем доме адмирала Анжу ежегодно 8 октября отмечается «День Наварина».
- В произведении Н. В. Гоголя «Мёртвые души» главный герой Чичиков имел костюм из сукна цвета «наваринского дыму с пламенем»[5].
- Историческая поэма «Наваринское сражение» (араб. نكبة نافارين‎, 1924) египетского поэта Ахмеда Заки Абу Шади.
- Традиционное французское баранье рагу, по одной из версий, было переименовано в наварен в честь этого сражения.